# 妖怪传 猫目小僧
『妖怪伝 猫目小僧』（ようかいでん ねこめこぞう）是1976年4月1日至同年9月30日在東京12チャンネル（現・テレビ東京）放送的日本电视动画。放送時間毎週木曜19:00 - 19:30（JST）。全24話。

## 介绍
传说每隔三百年会诞生一至猫妖。某个深夜妖怪聚集来迎接猫妖降生。之后一位村姑美美忽然得到一个半人半猫的婴儿。村民给他取名「猫目小僧」并认为他是妖孽。猫目小僧因受尽村民欺凌，就独自住在仁王庙内，只有美美定时为他送饭菜。直到村里被大海啸蹂躪后，猫目小僧就四处流浪。若碰见妖怪作恶就挺身而出斩妖除魔。